# Злачное место

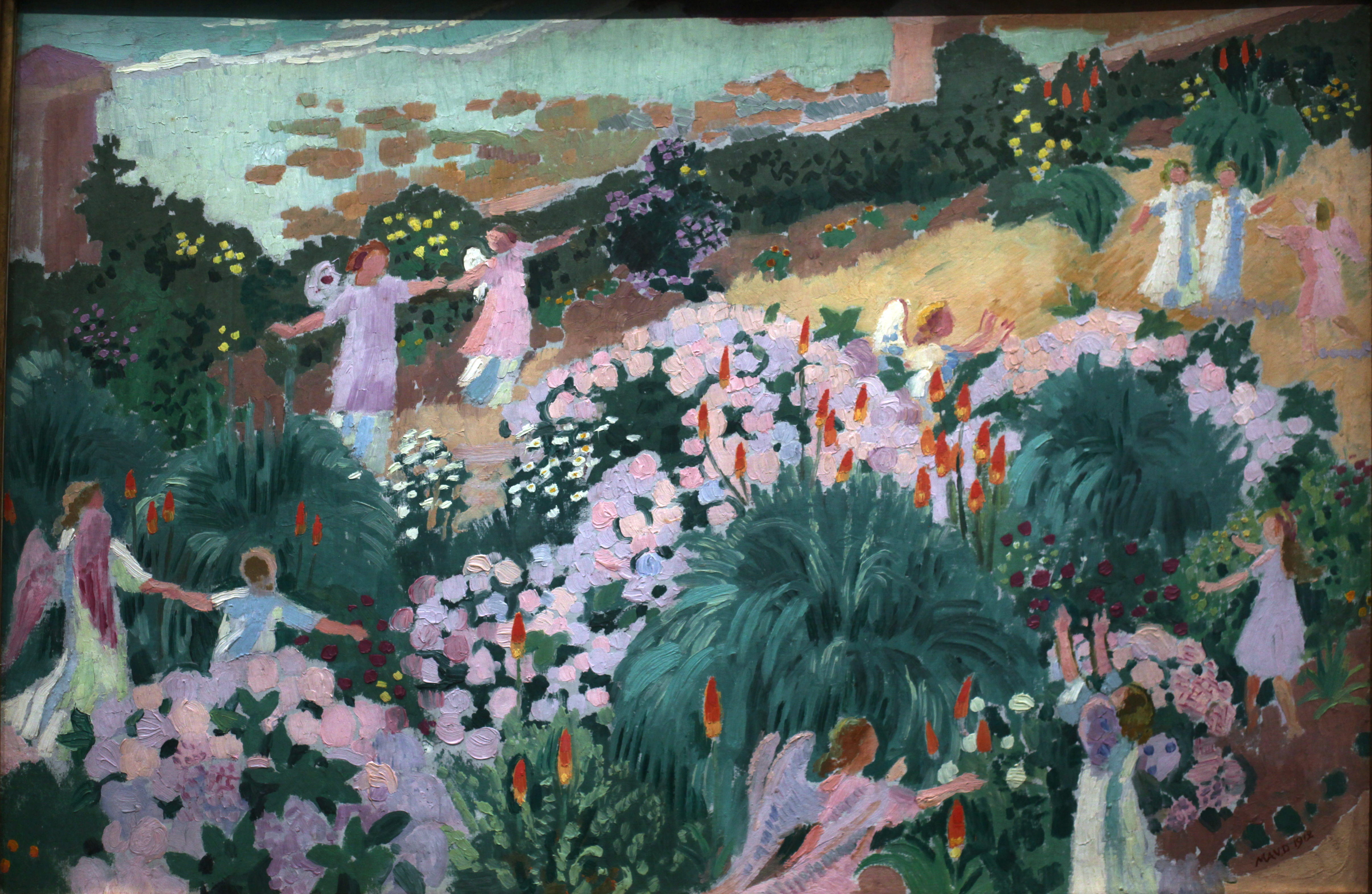
Рай. Морис Дени

Зла́чное место — крылатое выражение, возникшее из заупокойной молитвы «Упокой душу раба твоего в месте светле, в месте злачне, в месте покойне» (Псалтирь, псалом 22, 2). Здесь «злачное место» — место изобильное, желанное, богатое злаками и плодами, место упокоения праведников — рай.
Прибрежны дубравы склонялись к водам,
И стлался кудрявый кустарник по злачным окрестным холмам.Василий Жуковский, «Эолова арфа»
И ползают овцы по злачным стремнинам, 
И пастырь нисходит к веселым долинам.Александр Пушкин, «Кавказ»

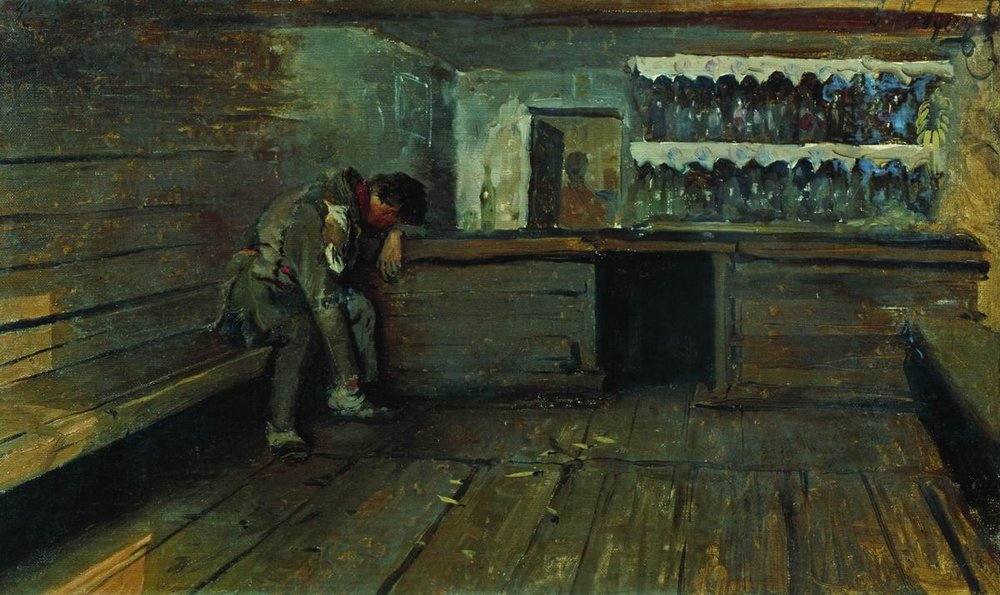
Кабак. Андрей Рябушкин

Со временем, это выражение в обиходе стало употребляться в ироническом, противоположном буквальному, значении: место разврата, пьянства, сомнительных, запретных развлечений.
С Николаем Максимовичем Пустохиным приключилась беда…он невзначай напился пьян и в пьяном образе, забыв про семью и службу, ровно пять дней и ночей шатался по злачным местам.Антон Чехов, «Беда»
Дома он почти не жил, потому что вёл самую цыганскую жизнь, посещая ярмарки, клубы, игорные притоны и тому подобные злачные места.Дмитрий Мамин-Сибиряк, «Приваловские миллионы»